# Alejandro Petra
Alejandro Petra (Mendoza, 1950) es un exjugador y exentrenador argentino de rugby. Actualmente reside en la ciudad de Yerba Buena (Tucumán) donde ejerce su profesión de abogado.

## Biografía
Petra estudió Abogacía en la Universidad Nacional de Tucumán donde empezó a jugar rugby y al recibirse se unió a Tucumán Rugby Club donde desarrolló toda su carrera como jugador y entrenador. Dirigió al Seleccionado de Tucumán con el que obtuvo el primer título de la Naranja y ganó seis más.

### Entrenador de Argentina
Fue llamado para dirigir a los Pumas en 1993. Petra llevó al rosarino Ricardo Paganini como su asistente convirtiéndose en el primer cuerpo técnico procedente del interior y ambos renunciaron luego del mundial en Sudáfrica 1995.

## Participaciones en Copas del Mundo
Argentina llevó a Sudáfrica 1995 un buen equipo, pero perdió todos sus partidos por solo seis puntos.
| Mundial                       | Sede      | Equipo    | Resultado    | PJ | PG | PE | PP | Pts + | Pts - |
| ----------------------------- | --------- | --------- | ------------ | -- | -- | -- | -- | ----- | ----- |
| Copa Mundial de Rugby de 1995 | Sudáfrica | Argentina | Primera fase | 3  | 0  | 0  | 3  | 95    | 60    |

## Palmarés
- Campeón del Campeonato Argentino de Rugby de 1985, 1987, 1988, 1989, 1990, 1992 y 1993.